# Raimondo Folch VI de Cardona
Raimondo Folch VI de Cardona (catalano  Ramon Folc VI de Cardona; 1259 circa – 31 ottobre 1320), fu visconte di Cardona dal 1276 fino alla sua morte.

## Origine
Era il figlio primogenito del conte di Visconte di Cardona, Raimondo V e di sua moglie, Sibilla d'Empúries, figlia del Conte di Empúries, Ponzio IV e della sua seconda moglie, Teresa Fernández de Lara, figlia del conte Fernando Núñez de Lara, Signore di Castrogeriz e della moglie, Mayor.
Raimondo Folco V di Cardona, secondo il documento n° CLXIX della Histoire Générale de Languedoc 2nd Edn. Tome V, Preuves, del 17 febbraio 1231, era il figlio primogenito del conte di Visconte di Cardona, Raimondo IV (Raymundus Fulconis...vicecomes Cardonæ) e di sua moglie, Ines o Agnese di Tarroja (domina Terrogia...vicecomitissa Cardonensis), di cui non si conoscono gli ascendenti, di cui non si conoscono gli ascendenti.

## Biografia
Di Raimondo V si hanno notizie molto scarse.
Dopo la morte (avvenuta nel 1276 circa) di suo padre, Raimondo V, Raimondo gli succedette come Raimondo VI, Visconte di Cardona.
Inizialmente seguì la politica paterna di ribellione al re della corona d'Aragona, Pietro III il Grande e fu un dei capi della rivolta del 1280. Durante la rivolta Raimondo fu sconfitto e imprigionato a Balaguer.
Nel 1281, ottenne la grazia dal re, Pietro III e si riconciliò con la corona diventando, fidato consigliere di Pietro III di Aragona, al seguito del quale combatté l'invasione francese del 1285, mettendosi in evidenza, nel comandare la difesa di Gerona.

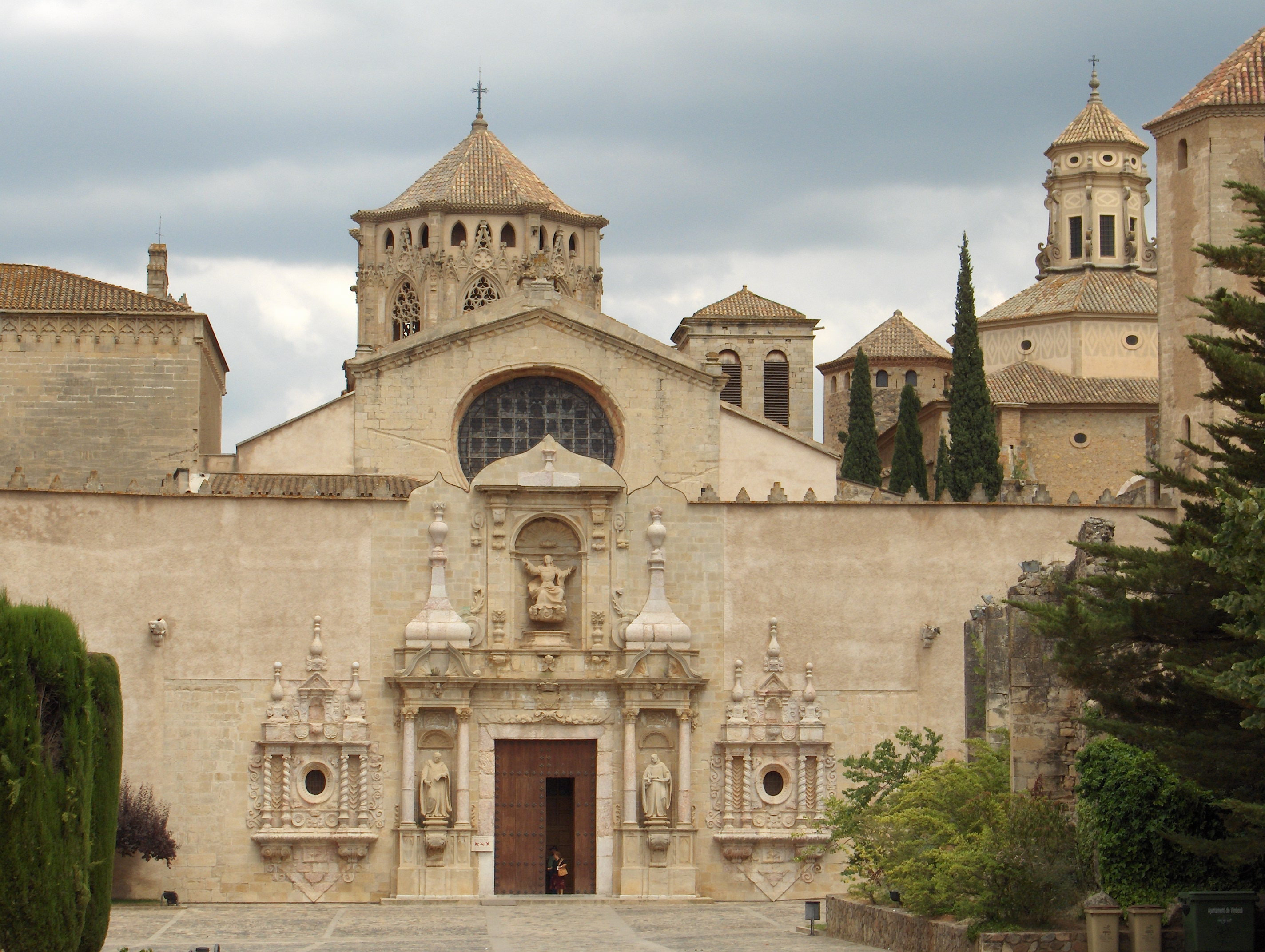
Veduta del Monastero di Poblet

Dopo la morte di Pietro III, mise la sua spada anche al servizio, prima di Alfonso il Franco e poi di Giacomo II il Giusto. In quest'ultimo periodo, rifiutò di passare nelle file del governatore della Sicilia, il fratello di Giacomo II, Federico.
Nel 1297, fu tra i tre giudici delegati a decidere sulla successione nella contea di Pallars.
Nel 1302,alla morte del cugino Roger Bernat III de Foix, divenne consigliere del figlio di Roger Bernat, il nuovo Conte di Foix Gastone I de Foix.
Verso il 1319, ebbe alcuni screzi con il conte di Urgell, Alfonso, erede al trono della Corona d'Aragona.
Secondo la Excerpta ex martyrologio Celsonensi, Apendice al Viage Literario a las Iglesias de Espana, Tome IX, Raimondo VI morì il 31 ottobre 1320.
Raimondo fu sepolto nel Monastero di Poblet. Gli succedette il figlio, Ugo I.

## Matrimonio e discendenza
Raimondo VI, secondo la Crónica del rey don Fernando IV, aveva sposato Maria Alfonso de Haro, figlia di Juan Alfonso de Haro, Signore di Los Cameros e della moglie, Constanza Alfonso de Meneses. Maria Alfonso de Haro era al suo secondo matrimonio, era vedova di Filippo Fernando di Castro, signore di Castro. Raimondo VI da Maria ebbe un figlio:
- Ugo (1307 -1334), visconte di Cardona e Conte di Empúries.

Ebbe anche ben sette figli dalla sua relazione con Flor de Pontiac, con cui passò gran parte della sua vita:
- Guillem de Cardona, morto nel 1330.
- Berenguer de Cardona, morto nel 1331.
- Costanza de Cardona, morta nel 1325.
- Ramon de Cardona, morto nel 1328.
- Sibilla de Cardona.
- Brunissenda de Cardona.
- Pietro de Cardona.

## Ascendenza
|                                        |                           |                                                | Genitori                       |  |  | Nonni |  |  | Bisnonni                         |  |  | Trisnonni                               |  |
|                                        |                           |                                                |                                |  |  |       |  |  | Guglielmo I, visconte di Cardona |  |  | Raimondo Folco III, visconte di Cardona |  |
|                                        |                           |                                                |                                |  |  |       |  |  | Guglielmo I, visconte di Cardona |  |  | Raimondo Folco III, visconte di Cardona |  |
|                                        |                           | Isabella Sibilla di Urgell                     |                                |  |  |       |  |  | Guglielmo I, visconte di Cardona |  |  |                                         |  |
| Raimondo Folco IV, visconte di Cardona |                           |                                                |                                |  |  |       |  |  | Guglielmo I, visconte di Cardona |  |  |                                         |  |
|                                        |                           | Geralda di Jorba-Alcarras                      | …                              |  |  |       |  |  |                                  |  |  |                                         |  |
|                                        |                           | Geralda di Jorba-Alcarras                      | …                              |  |  |       |  |  |                                  |  |  |                                         |  |
|                                        |                           | Geralda di Jorba-Alcarras                      | …                              |  |  |       |  |  |                                  |  |  |                                         |  |
| Raimondo Folco V, visconte di Cardona  |                           | Geralda di Jorba-Alcarras                      |                                |  |  |       |  |  |                                  |  |  |                                         |  |
|                                        |                           | …                                              | …                              |  |  |       |  |  |                                  |  |  |                                         |  |
|                                        |                           | …                                              | …                              |  |  |       |  |  |                                  |  |  |                                         |  |
|                                        |                           | …                                              | …                              |  |  |       |  |  |                                  |  |  |                                         |  |
| Ines di Tarroja                        |                           | …                                              |                                |  |  |       |  |  |                                  |  |  |                                         |  |
|                                        |                           | …                                              | …                              |  |  |       |  |  |                                  |  |  |                                         |  |
|                                        |                           | …                                              | …                              |  |  |       |  |  |                                  |  |  |                                         |  |
|                                        |                           | …                                              | …                              |  |  |       |  |  |                                  |  |  |                                         |  |
| Raimondo Folco VI, visconte di Cardona |                           | …                                              |                                |  |  |       |  |  |                                  |  |  |                                         |  |
|                                        | Ugo IV, conte di Empúries | Ponzio III, conte di Empúries                  |                                |  |  |       |  |  |                                  |  |  |                                         |  |
|                                        | Ugo IV, conte di Empúries | Ponzio III, conte di Empúries                  |                                |  |  |       |  |  |                                  |  |  |                                         |  |
|                                        | Ugo IV, conte di Empúries | Adelaida                                       |                                |  |  |       |  |  |                                  |  |  |                                         |  |
| Ponzio IV, conte di Empúries           | Ugo IV, conte di Empúries |                                                |                                |  |  |       |  |  |                                  |  |  |                                         |  |
|                                        |                           | Maria, baronessa di Vilademuls                 | Raimondo, barone di Vilademuls |  |  |       |  |  |                                  |  |  |                                         |  |
|                                        |                           | Maria, baronessa di Vilademuls                 | Raimondo, barone di Vilademuls |  |  |       |  |  |                                  |  |  |                                         |  |
|                                        |                           | Maria, baronessa di Vilademuls                 | Alamanda, signora di La Roca   |  |  |       |  |  |                                  |  |  |                                         |  |
| Sibilla di Empuries                    |                           | Maria, baronessa di Vilademuls                 |                                |  |  |       |  |  |                                  |  |  |                                         |  |
|                                        |                           | Fernando Núñez de Lara, signore di Castrogeriz | …                              |  |  |       |  |  |                                  |  |  |                                         |  |
|                                        |                           | Fernando Núñez de Lara, signore di Castrogeriz | …                              |  |  |       |  |  |                                  |  |  |                                         |  |
|                                        |                           | Fernando Núñez de Lara, signore di Castrogeriz | …                              |  |  |       |  |  |                                  |  |  |                                         |  |
| Teresa Fernández de Lara               |                           | Fernando Núñez de Lara, signore di Castrogeriz |                                |  |  |       |  |  |                                  |  |  |                                         |  |
|                                        |                           | Mayor                                          | …                              |  |  |       |  |  |                                  |  |  |                                         |  |
|                                        |                           | Mayor                                          | …                              |  |  |       |  |  |                                  |  |  |                                         |  |
|                                        |                           | Mayor                                          | …                              |  |  |       |  |  |                                  |  |  |                                         |  |
|                                        |                           | Mayor                                          |                                |  |  |       |  |  |                                  |  |  |                                         |  |

### Fonti primarie
- (LA)  Histoire Générale de Languedoc. Tome V, Preuves.
- (LA)  Viage Literario a las Iglesias de Espana, Tome IX.
- (LA)  Crónica del rey don Fernando IV).

### Letteratura storiografica
- Edward Armstrong, L'Italia al tempo di Dante, in "Storia del mondo medievale", vol. VI, 1999, pp. 235–296
- Hilda Johnstone, Francia: gli ultimi capetingi, in "Storia del mondo medievale", vol. VI, 1999, pp. 569–607